# كوبالامين

كوبالامين مع ربيطة محور علوي مُسماه "R"

من الممكن أن يُشير مُصطلح كوبالامين (بالإنجليزية: Cobalamin)‏ إلى عدد من الأشكال الكيميائية لفيتامين بي 12، حيثُ يعتمد الأمر على ربيطة المُحور العلوي لأيون الكوبالت. ومن هذه الأشكال:
- سيانوكوبالامين (R = –CN).
- هيدروكسوبالامين (R = –OH).
- مثيل كوبالامين (R = –CH3)، وهوَ شكل نَشط لفيتامين بي 12.
- أدينوزيل كوبالامين (R = –Ado)، وهو شكل نشط آخر لفيتامين بي 12.

الكوبالامين سَريع التأثر بالحِمض، لذلك أثناء عملية تصنيعه يتم تَصنيع مُركب يعمل على حمايته ضد الأحماض.